# Bulbophyllum francoisii
Bulbophyllum francoisii là một loài phong lan thuộc chi Bulbophyllum.